# نغ جوي بينغ
نغ جوي بينغ (1948 - 2020)، هو رائد أعمال سنغافوري وجنرال سابق بالجيش. وكان قائد قوات الدفاع الثانية (CDF) في القوات المسلحة السنغافورية (SAF) من 1992-1995 وشغل رتبة ملازم أول.
توفي يوم 1 يناير 2020 عن عمر يناهز 71 عامًا بسبب سرطان البنكرياس.